# ريتشارد ن. غودوين
ريتشارد ن. غودوين (بالإنجليزية: Richard N. Goodwin)‏ هو كاتب سيناريو أمريكي، ولد في 7 ديسمبر 1931 في بوسطن في الولايات المتحدة، وتوفي في 20 مايو 2018 في كونكورد في الولايات المتحدة بسبب سرطان.

## وصلات خارجية
- ريتشارد ن. غودوين على موقع IMDb (الإنجليزية)
- ريتشارد ن. غودوين على موقع قاعدة بيانات الأفلام السويدية (السويدية)